# Schlichemwanderweg
Der Schlichemwanderweg ist ein 33,3 km langer Wanderweg entlang der Schlichem. Er führt von der Quelle des Flusses bei Tieringen (Zollernalbkreis) auf der Schwäbischen Alb bis zu dessen Mündung in den Neckar bei Epfendorf (Landkreis Rottweil). Dabei überwindet der Weg über 400 Höhenmeter.

## Verlauf

### Auf der Schwäbischen Alb

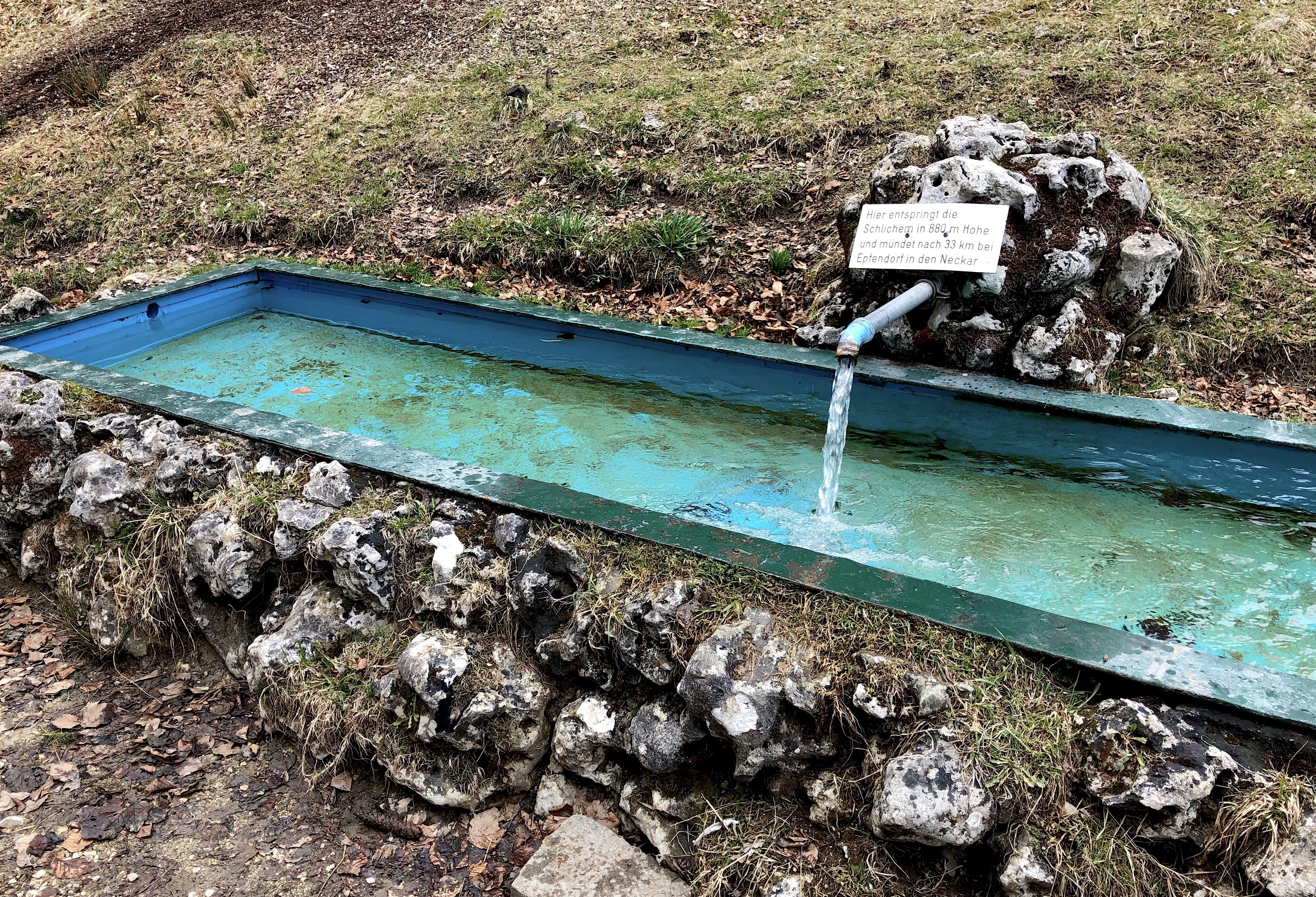
Schlichemquelle bei Tieringen

Bei der Schlichemquelle nahe dem Meßstetter Stadtteil Tieringen, welche in einem Brunnen gefasst ist, beginnt der Wanderweg und führt zunächst in die Ortsmitte von Tieringen. Entlang der Kreisstraße und weiter durch einen Wald und entlang von Streuobstwiesen wird Hausen am Tann erreicht. 

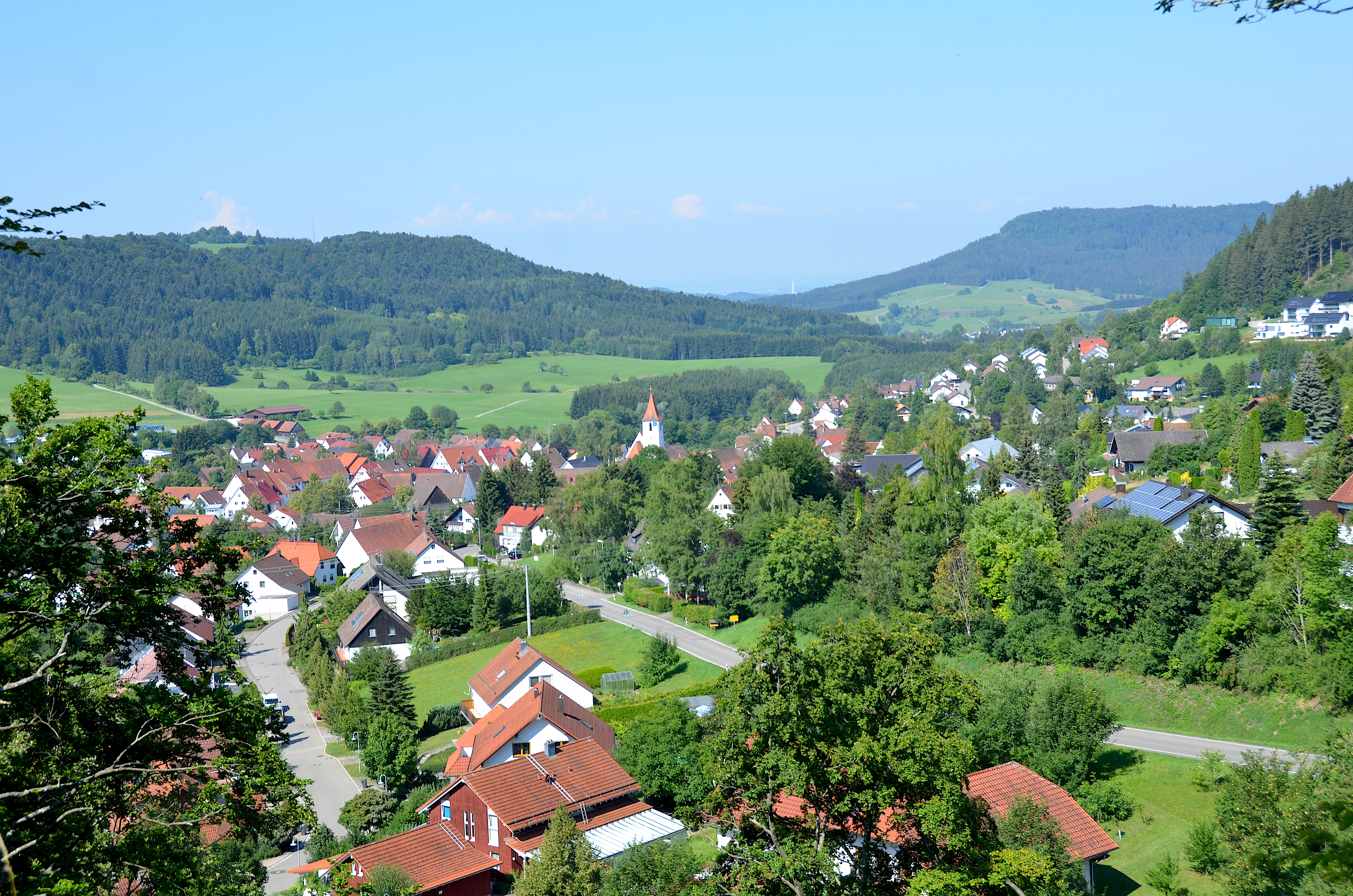
Der Schlichemwanderweg folgt hier bei Tieringen dem Tal der Schlichem, das nach rechts führt

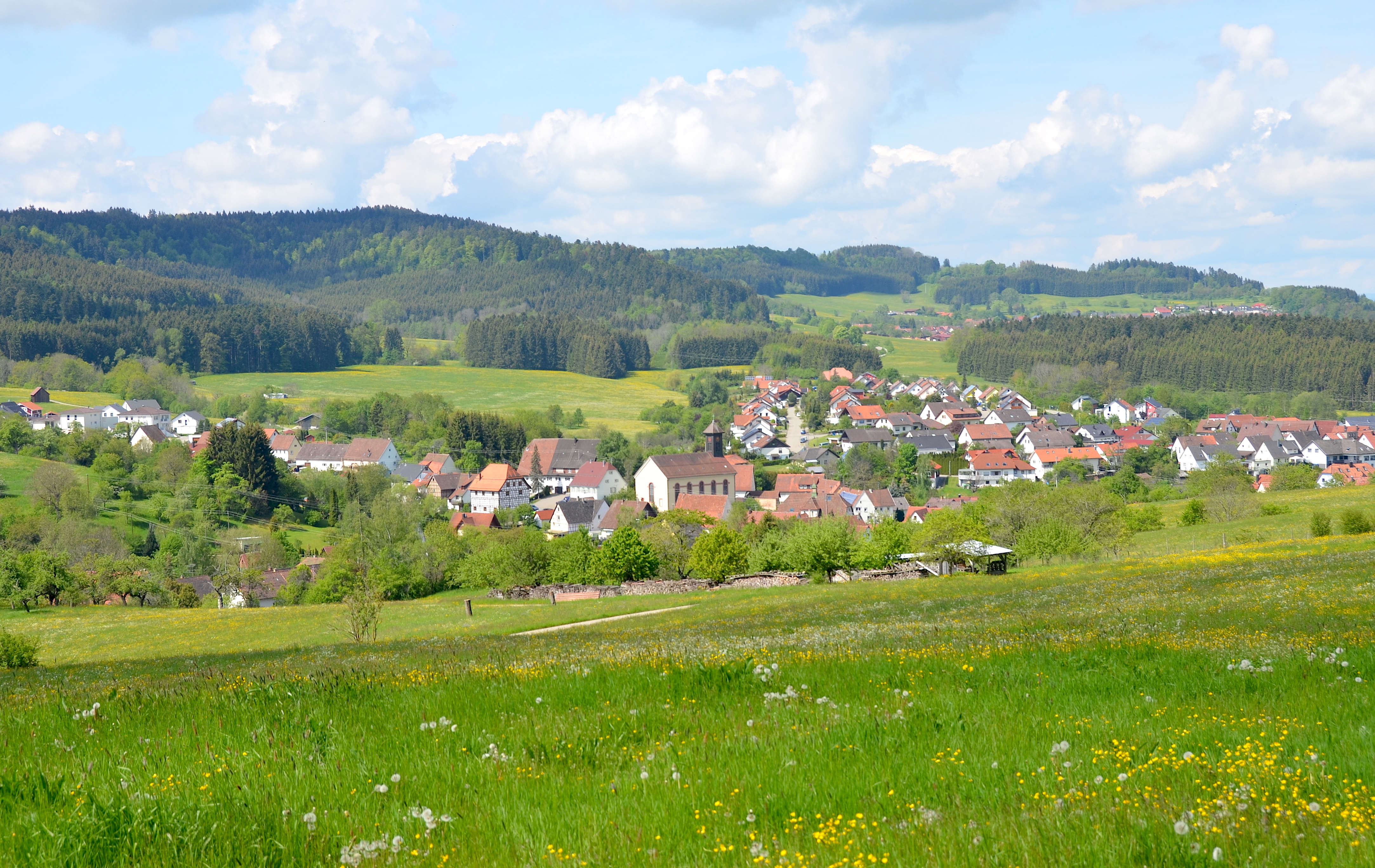
Rechts im Bild verlässt der Schlichemwanderweg Ratshausen

Im Folgenden schmiegt sich der Wanderweg wieder an die Schlichem und verläuft vorbei an einem Wasserfall und dem Ratshauser See nach Ratshausen.
Entlang der Ortsdurchfahrt und der Kreisstraße wird Ratshausen verlassen, bis der Weg wieder der Schlichem folgt und zunächst den Vorsee mit Fischbrücke und im Anschluss die Schlichemtalsperre in Schömberg erreicht. Dabei wird das Schlichem-Viadukt unterquert, das zur Bahnstrecke Balingen–Rottweil gehört.
Am Ufer des Stausees mit Kiosk, Bootsverleih und Strand verläuft der Schlichemwanderweg bis zum Damm, an welchem ein Abstieg zur Schlichem folgt.

### Westlich der B 27
Im weiteren Verlauf wird die Bundesstraße 27 unterquert, bevor der Weg durch Wald- und Wiesenabschnitte, meist direkt an der Schlichem, nach Dautmergen führt. Anschließend wird das Schlichemtal kurz verlassen, bis wahlweise über einen Steilabstieg oder eine leichtere Alternativroute der Ortsrand von Täbingen und schließlich wieder das Schlichemtal erreicht werden. Nach einem längeren Waldabschnitt folgt Rotenzimmern.
Nach Durchquerung des Ortskerns verläuft der Wanderweg entlang der Schlichem bis zum Ort Böhringen. Weiter auf freiem Feld wird die Bundesautobahn 81 unterquert und das Natur- und Vogelschutzgebiet „Schlichemtal“ erreicht, in welchem die Schlichemklamm liegt. Dieses in Felsen eingeschnittene Tal wird entlang des Bachlaufs durchquert, bis schließlich ein Aussichtspunkt mit Sicht auf die Mündung der Schlichem in den Neckar folgt. 
Der Schlichemwanderweg endet bei einem Wanderparkplatz nahe Epfendorf.

## Geschichte und Organisation
Nach fünfjähriger Planungs- und Umsetzungszeit wurde der Wanderweg im April 2014 eröffnet.
Im Rahmen der LEADER-Aktionsgruppe SüdWestAlb wurde das Projekt durch das Land Baden-Württemberg und die Europäische Union gefördert. Auch die Wirtschaftsförderungsgesellschaft für den Zollernalbkreis mbH unterstützte das Projekt.
Die Koordination und die Betreuung des Internetauftritts wird vom Gemeindeverwaltungsverband Oberes Schlichemtal übernommen.

## Schutzgebiete und Sehenswürdigkeiten

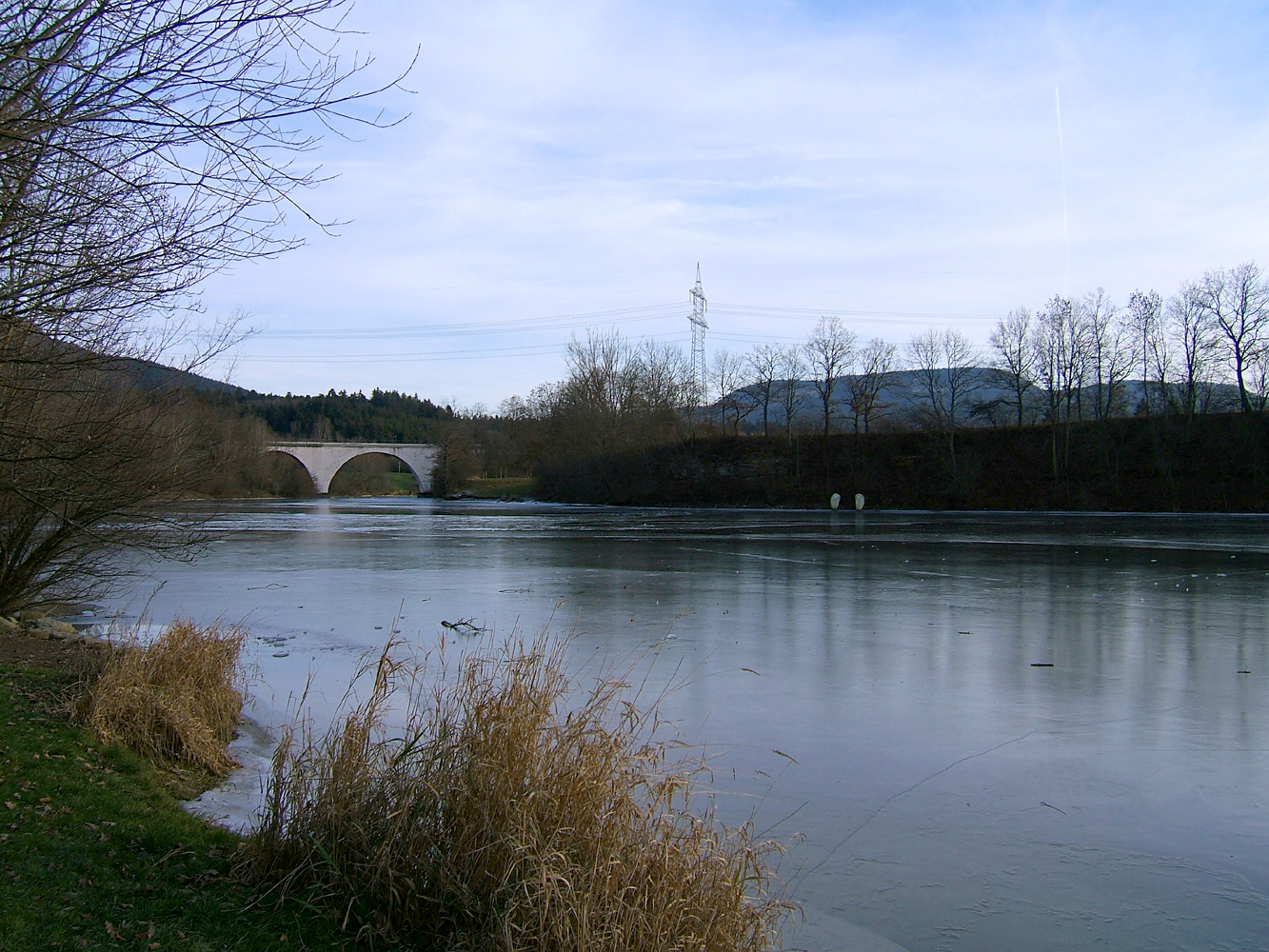
Schlichemtalsperre Schömberg; im Hintergrund das Viadukt, das zur Bahnstrecke Balingen–Rottweil gehört

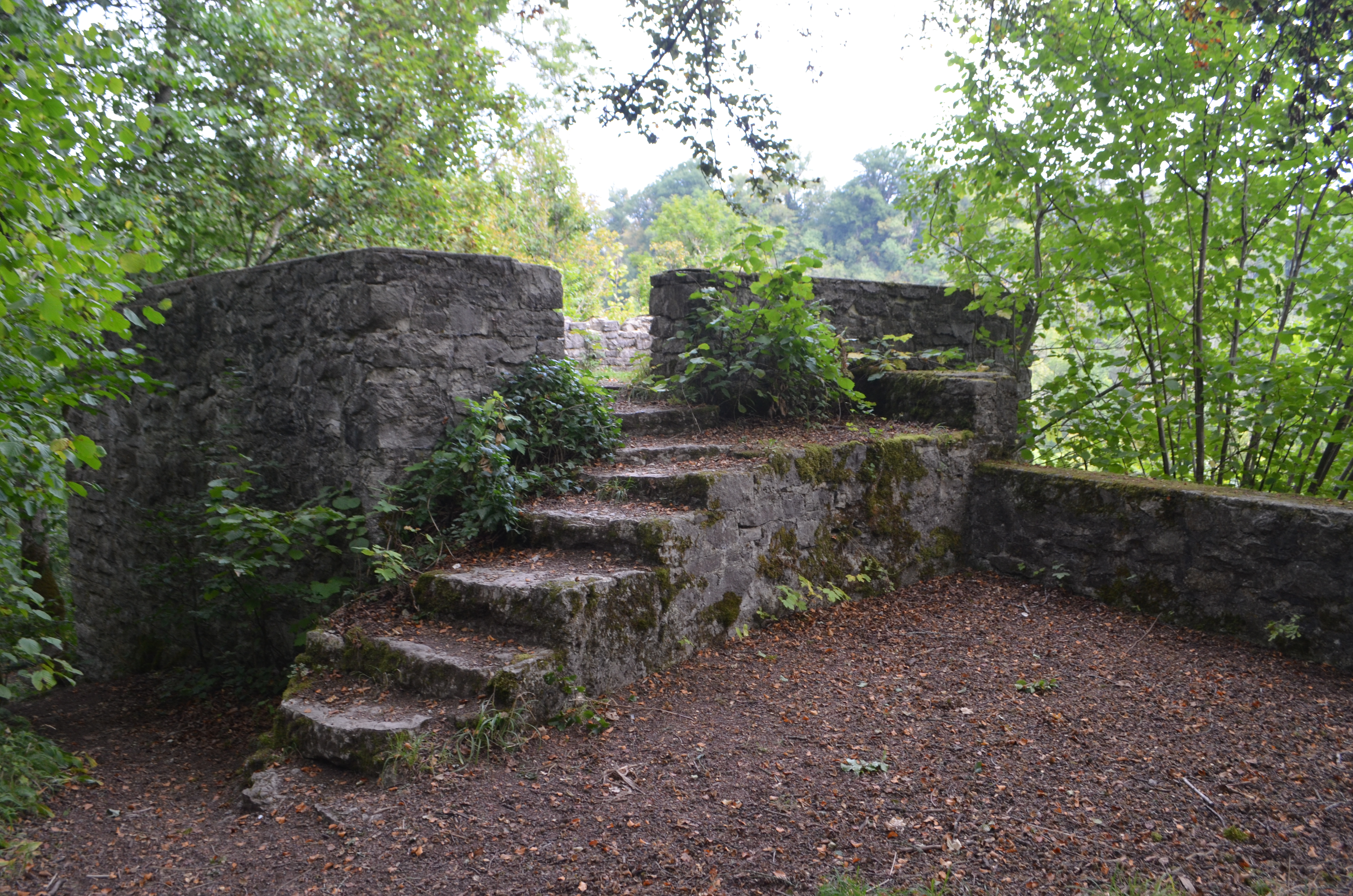
Burg Irslingen

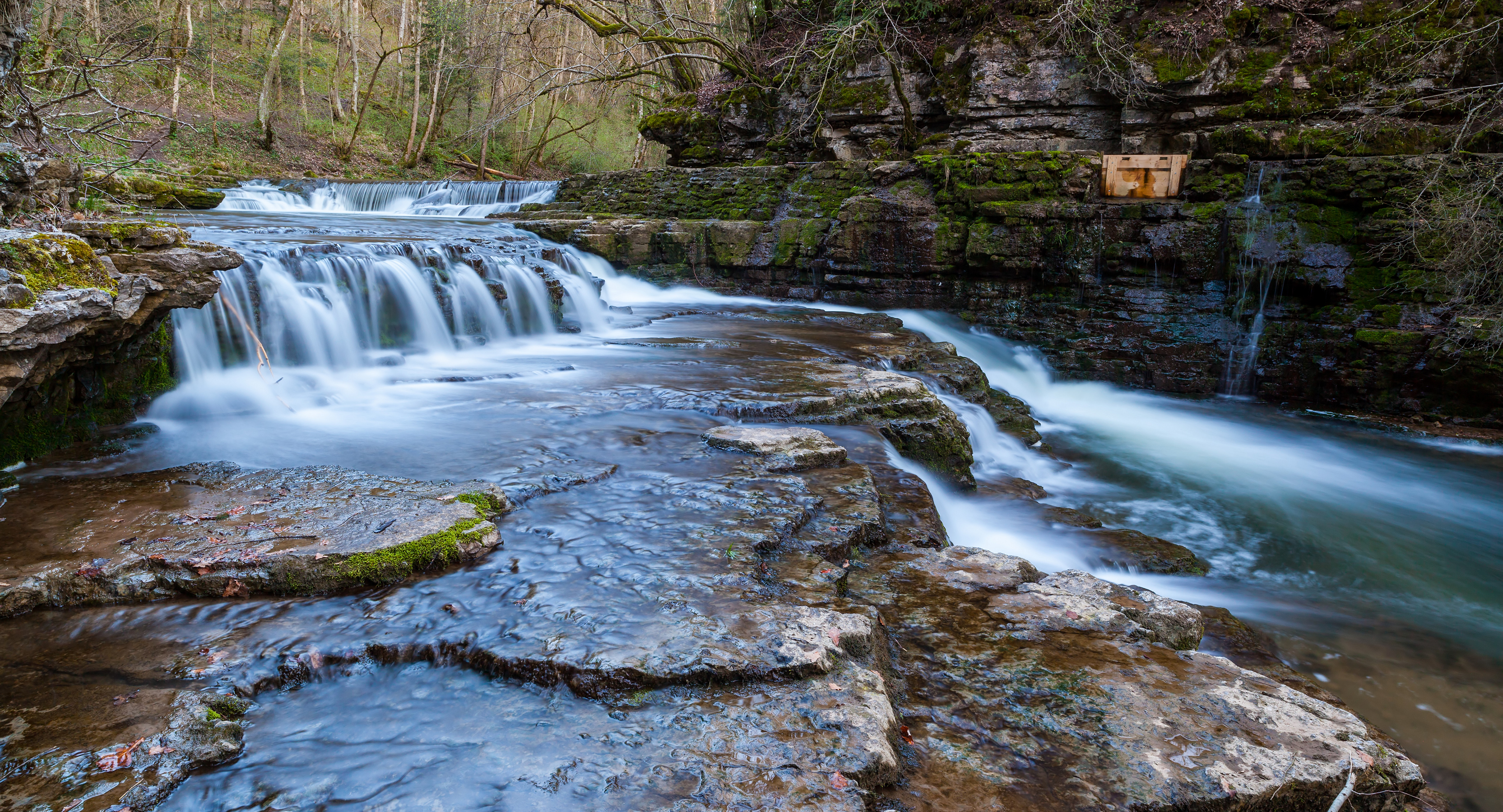
Schlichemklamm

Der Schlichemwanderweg führt durch ein Naturschutzgebiet, zwei Vogelschutzgebiete, zwei FFH-Gebiete sowie vier Landschaftsschutzgebiete.
Entlang des Wanderwegs liegen diverse Sehenswürdigkeiten:
- Europäische Hauptwasserscheide Rhein/Donau in Tieringen
- Käpelle zwischen Tieringen und Hausen am Tann
- Hofgut Oberhausen (ehem. Schloss) bei Hausen am Tann
- Katholische Kirche St. Petrus und Paulus, Hausen am Tann
- Ratshauser See
- Katholische Kirche St. Afra, Ratshausen
- Lourdes-Kapelle, Ratshausen
- Schlichemtalsperre, Schömberg
- Wallfahrtskirche zur Schmerzhaften Mutter vom Palmbühl
- Erlebbare Schlichem in Dautmergen
- Katholische Pfarrkirche St. Verena, Dautmergen
- Dorfkern von Rotenzimmern mit diversen Fachwerkhäusern
- Burg Rotenzimmern
- Burg Irslingen
- Schlichemklamm zwischen Böhringen und Epfendorf

## Verkehr
Seit 2015 verkehrt an Sonn- und Feiertagen zwischen dem 1. Mai und Mitte Oktober (Sommersaison) die Buslinie 337 als Schlichem-WanderBus. Beginnend in Balingen führt die Linie über den Lochenpass nach Tieringen und bedient anschließend sämtliche Orte am Schlichemwanderweg bis Epfendorf. In Balingen bestehen Anschlüsse an die Bahnstrecke Tübingen–Sigmaringen, in Epfendorf kann über Rufbus-Angebote die Bahnstrecke Plochingen–Immendingen in Oberndorf am Neckar oder Rottweil erreicht werden. Drei Fahrtenpaare des Schlichem-WanderBus verkehren an diesen Tagen.
Ebenfalls an Sonn- und Feiertagen in der Sommersaison stellt das Rad-Wander-Shuttle auf der Bahnstrecke Balingen–Rottweil mehrere Verbindungen zwischen Balingen und Schömberg her. Seit 2015 ermöglicht ein Frühzug Ganztagesausflüge. Die Buslinie 7440 verkehrt zwischen Schömberg und Rottweil.
Entlang der Strecke sind mehrere Wanderparkplätze ausgewiesen.
Fortsetzen lässt sich die Wanderung auf dem zum Teil parallel geführten Martinusweg, einem internationalen Pilgerweg.